# Sagy (Saône-et-Loire)
Sagy é uma comuna francesa na região administrativa de Borgonha-Franco-Condado, no departamento Saône-et-Loire. Estende-se por uma área de 33,97 km². Em 2010 a comuna tinha 1 249 habitantes (densidade: 36,8 hab./km²).